# ストレプトカーパス
ストレプトカーパス（学名：Streptocarpus）はイワタバコ科に含まれる属の一つ。またはそれに属する植物の総称。原産地および自生地はマダガスカル島、コモロ諸島、南アフリカ共和国、熱帯アジアに生息している。ストレプトカルパスとも呼ばれる。

## 特徴
自生地では1000～1500ｍに自生する為、暑さにも寒さにも弱い。なので、基本的に屋内で栽培される。日本には昭和時代に渡来した花だとされている。茎が下垂する品種、花茎が直立する品種がある。名前の由来は、Streptos（よじれる）Karpos（果実）で、種子の中に入っている蒴果がよじれている事にちなむ。花の時期は３～５月の春頃で、花色は多彩。葉腋から花茎を立ち上げ、先端に１～５輪の花をまとめて付ける。漢名は海豚花。花言葉には、「清純な愛」「期待に応える」「主張」等がある。
条件さえ揃えば四季咲き性の為、花は周年楽しめる。８月９日の誕生花である。直射日光を嫌う性質で、強光下にずっと置いておくと葉焼けしやすい。なので明るい日陰で育てると良い。前述の通り、耐暑性、耐寒性に乏しいが、日本での夏越しは比較的容易である。しかし、冬越しに関しては最低15度以上での管理が望ましいため、難しい。

## 品種
本項では主な品種を掲載する。
- ストレプトカーパス・グランドゥロシッシムス

　（Streptocarpus glandulosissimus）
- ストレプトカーパス・ケンタニエンシス

　（Streptocarpus kentaniensis）
- ストレプトカーパス・レキシー

　（Streptocarpus rexii）
- ストレプトカーパス・サクソルム

　（Streptocarpus saxorum）

## ギャラリー

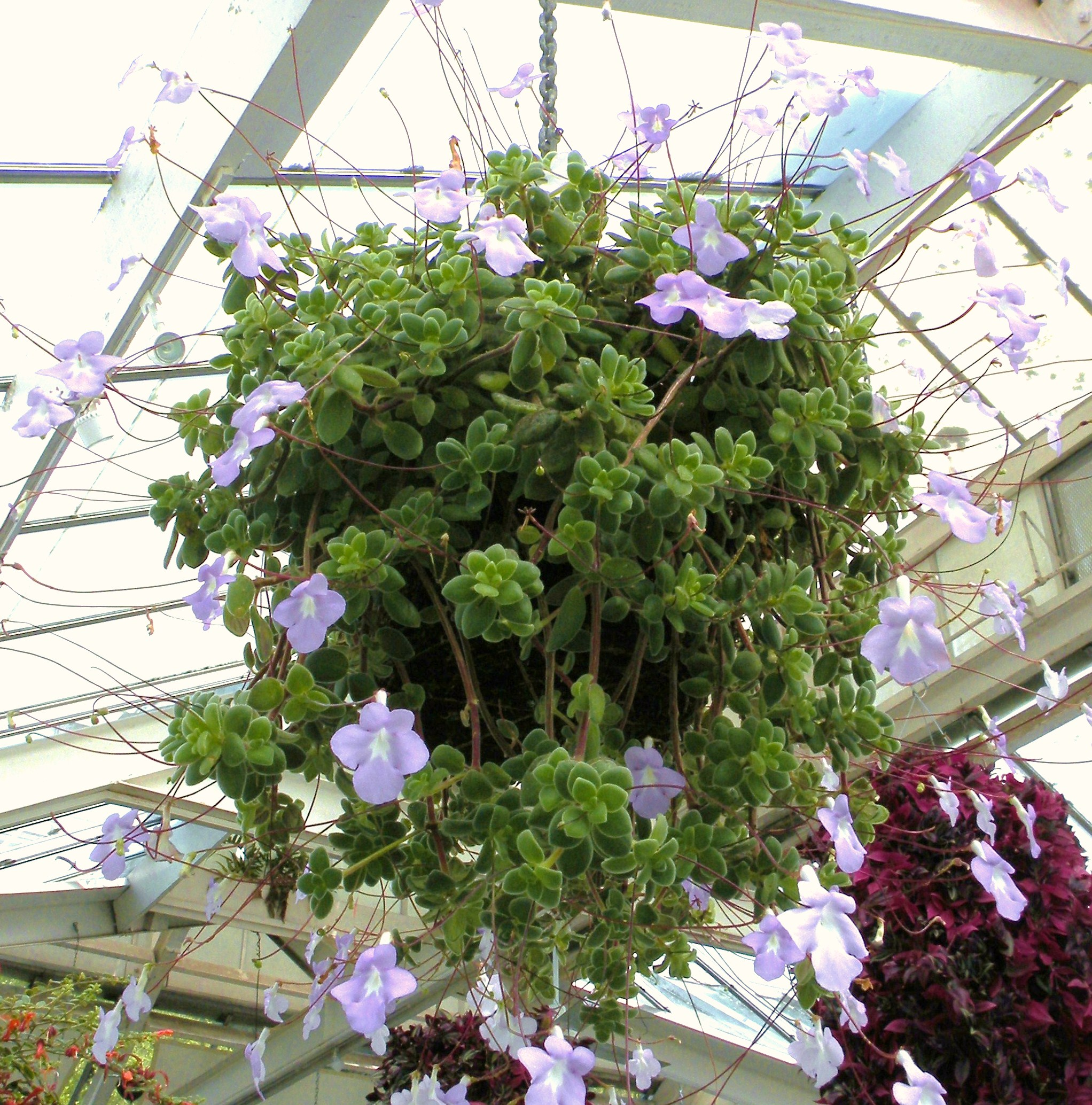
サクソルム種
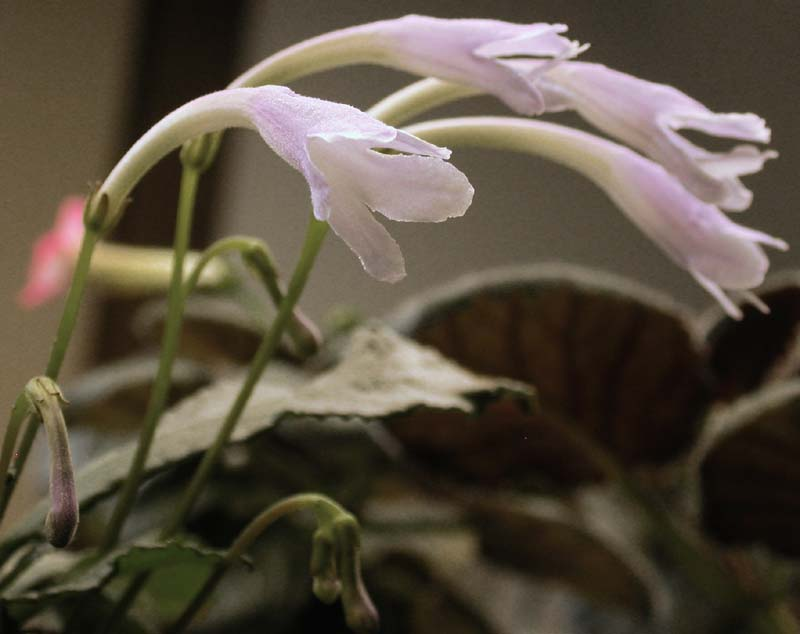
リリプターナ種
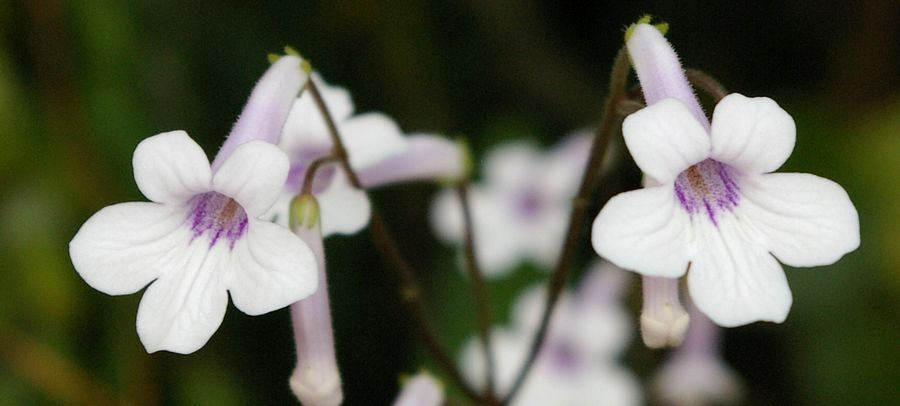
ケンタニエンシス種
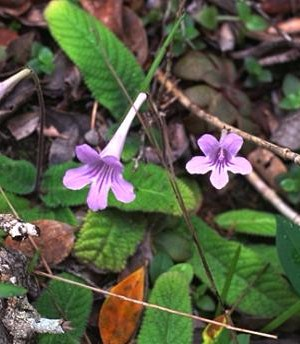
レキシー種
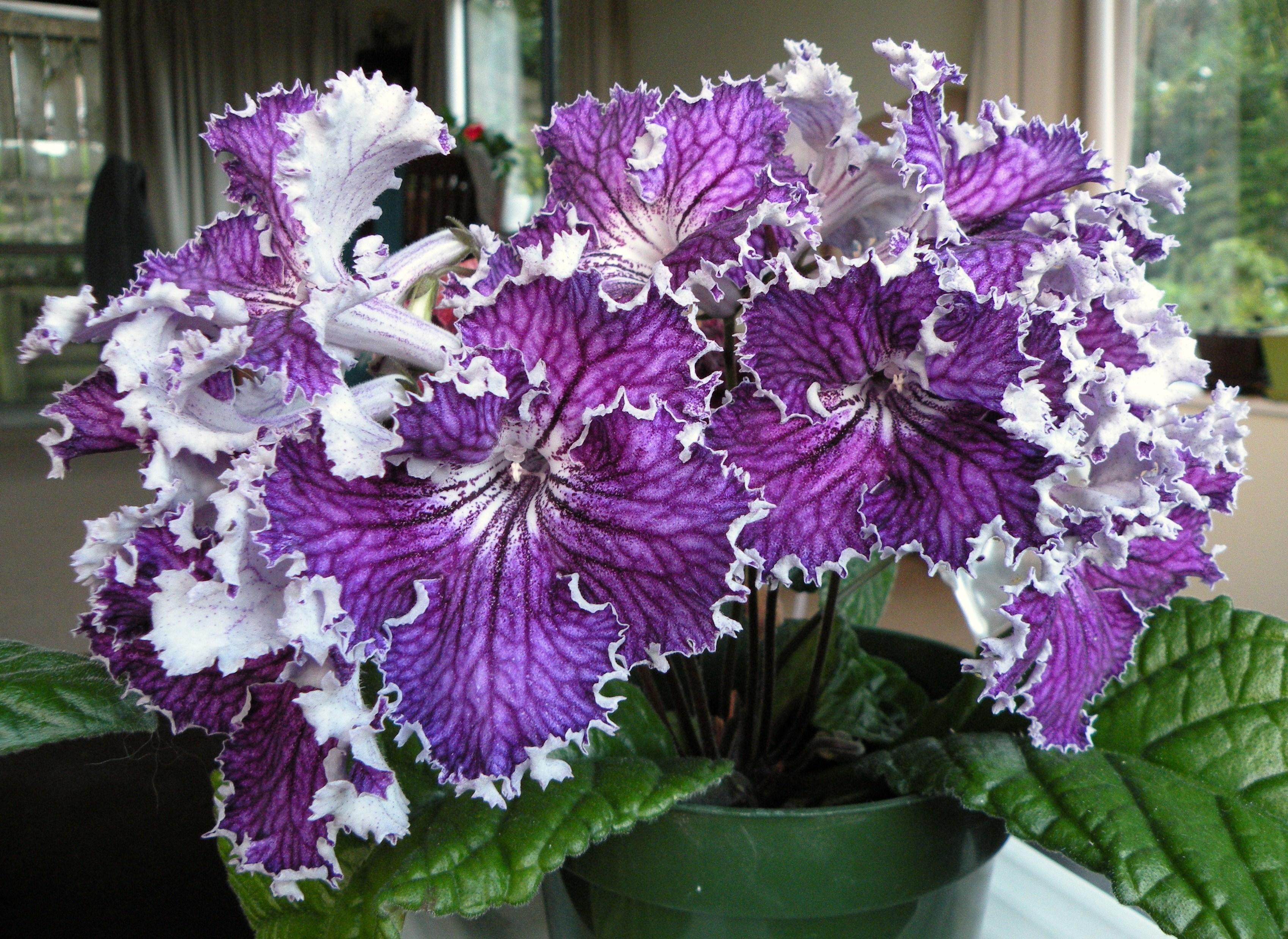
DS-Heart pf Kaiという交配種。ウクライナで作出された。
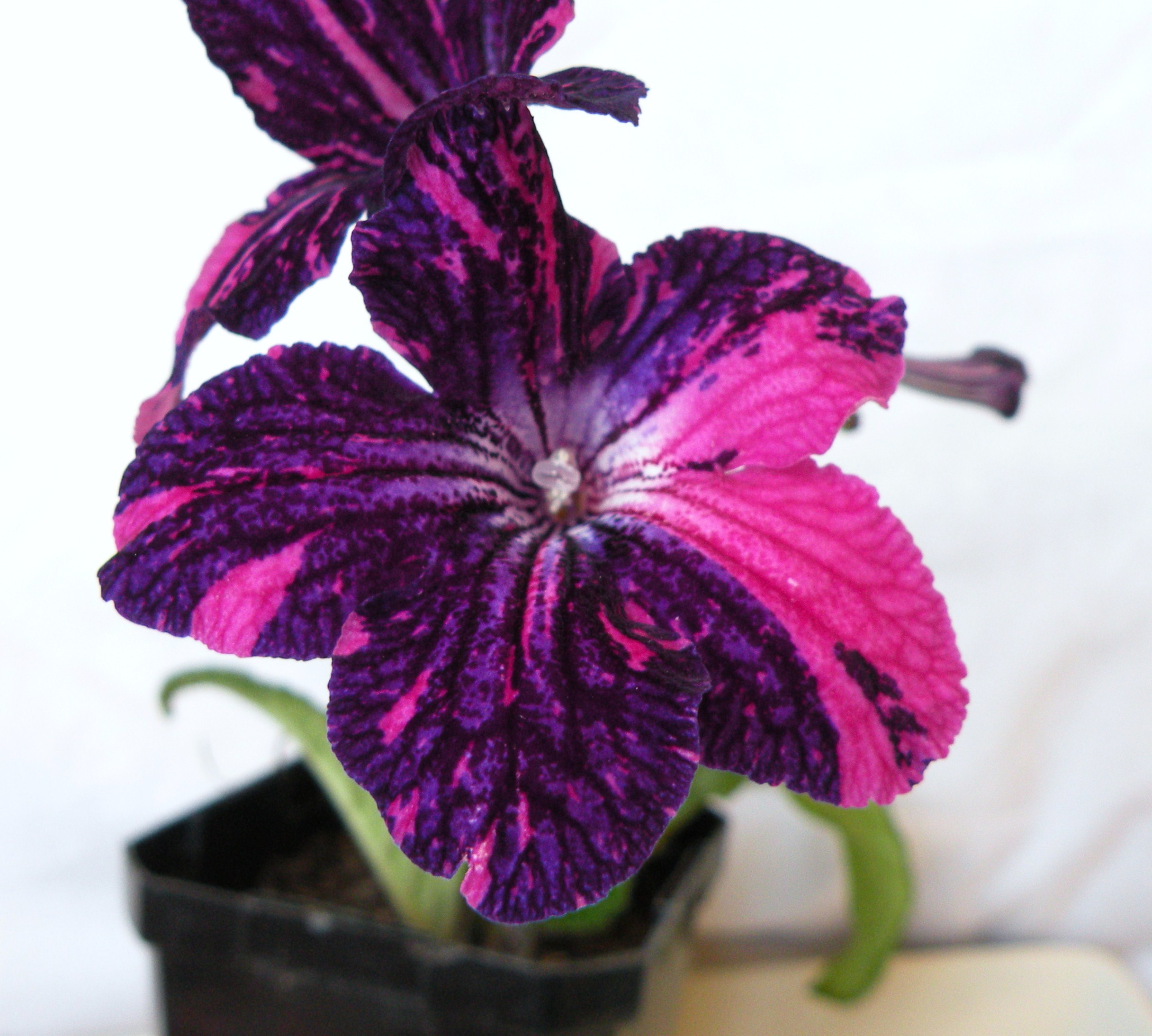
DS-Little Plushy Arctic Foxという交配種。